# محمد أبو حسان
محمد أبو حسان باحث في مواضيع التراث الأردني والعربي وعلم الإنسان، قاضي ومؤلف لعدة كتب. ولد في مدينة السلط عام 1933. ودرس في كتاتيب مدينة السلط وقرية أبوعلندا. ّ أتم تعليمه الابتدائي والثانوي في مدرسة السلط الثانوية للبنين. والتحق بالجامعة الأميركية في بيروت مـا بـين 1952 -1956 حيث حصل على دبلومين في علوم المختبرات الطبية وحصـل علـى إجازة جامعية في الحقـوق مـن جامعـة دمشـق سـنة 1960 بتقدير جيد. عمل قاضياً ومدعياً عاماً في المحاكم النظامية مابين 1961 -1965. التحق بجامعة لنـدن سـنة 1962 حيـث درس الطـب الشـرعي والعلـوم الفنيـة الجنائيـة مـع البروفيسور كامبس Camps. حصل على ماجستير علم الانسان سنة 1966 من جامعة انديانا في الولايات المتحدة. وحصـل علـى درجـة الـدكتوراة في الدراسـات الإسـلامية والمقارنـة سـنة 1986 مـن جامعـة القديس يوسف في بيروت بتقدير جيد جدا. عمل محاضرًا غيرمتفرغ في الجامعة الأردنية والمعهـد القضـائي الأردني وكليـة الشـرطة الملكية. عمل مديرًا لشرطة محافظـة معـان والباديـة الجنوبيـة سـنة 1971 -1972 ومـديرًا لشـرطة محافظة إربد والبادية الشمالية 1973 -1974. عمل محامي في عمان منذ بداية 1975 عندما طلب إحالة نفسه علـى التقاعـد وهـو برتبـة عميد. عمل في السلطة القضائية من 1990 -2001 حيث شغل مركز النائب العام لـدى محكمـة الجنايات الكبرى وعضوًا في محاكم الاستئناف والتمييز والعدل العليا. عاد إلى مزاولة مهنة المحاماة في عمان بعد انتهاء عمله في السلطة القضائية سنة 2001.

## مؤلفاته
- أثرى محمد أبو حسان المكتبة العربية بمؤلفاته وأبحاثه القيمة ومن أشهر مؤلفاته:

1. تراث البدو القضائي: نظرياً وعملياً، وقد أصدرته وزارة الثقافة سنة 1974 في طبعته الأولى، ثم أصدرت الطبعة الثانية سنة 1987 والطبعة الثالثة سنة 2005 سلسلة كتاب الشـهر رقـم 98 .ويقـع الكتـاب في 817 صــفحة باللغــة العربيـة و72 صــفحة باللغــة الإنجليزية مع كشف بالمصطلحات القضـائية عنـد البـدو ومعانيهـا والطبعـة الرابعـة سنة 2009 مشـروع مكتبـة الأسـرة ويقـع الكتـاب في 829 صـفحة باللغة العربية و76 صفحة باللغة الإنجليزية والطبعة الخامسة سنة 2017 .[3]
2. أحكام الجريمة والعقوبة في الشريعة الإسلامية، دراسة مقارنة بين الشريعة والقانون (رسالة دكتوراة)، وقد صدر عن دارالمنار سنة 1987 ويقع في 595 صفحة ويحتـوي على كشف بالمصطلحات الفقهية وما يقابلها باللغة الإنجليزية.[4][5]
3. القضاء العشائري في الأردن، وقد صدر سنة 1993 عـن لجنـة تـاريخ الأردن تحـت الرقم (7) (سلسلة البحوث والدراسات المتخصصة) ويقع في 173 صفحة.[6][7]
4. المرأة والأسرة بين الإسلام والنظم الغربية، جمعية العفاف الخيرية، عمـان، طبعـة أولى سنة 2000 وطبعة ثانية سنة 2001 .[8]
5. حقوق الإنسان والأقليات بين الإسلام والغرب، المعهد الدبلوماسي الأردني سـنة 2000.[9]
6. دورالحضارة العربية الإسلامية في تكوين الحضارة الغربية، وزارة الثقافة - عمان/ بمناسبة إعلان (السلط) مدينة الثقافة الأردنية سنة 2008.[10][11][9]

- له بحثان باللغة الإنجليزية، الأول وكان رسالة الماجستير وموضوعه (موقـف القـانون الأردني من الأدلة العلمية) والثاني (دور تجارالعرب في نشرالإسلام في جنوب شرقي آسيا).
- لديه أبحاث انثروبولوجية عديدة مازالت مخطوطة تتناول الأنظمة الاجتماعية عند البدو والتغييرات الاجتماعية الحديثة في المجتمع الأردني.
- نشرت معظـم أبحاثـه المتعلقـة بالحضـارة الإسـلامية وأثرهـا في الحضـارة الغربيـة في مجلة الندوة التي تصدرها جمعية الشؤون الدولية في عمان.[12]